# Cavalier d'Arpin
Pour les articles homonymes, voir Cesari et Arpin.
Giuseppe Cesari dit le Cavalier d'Arpin ou il Giuseppino, en français le Joseppin ou le Chevalier Josépin, né en février 1568 à Arpino ou Rome, mort le 3 juillet 1640 à Rome, est un peintre maniériste italien, qui a été fait chevalier du Christ par le pape Clément VIII et fut soutenu par le pape Sixte V.

## Biographie
Il est le fils du peintre Muzio Cesari, est né à Arpino (Latium, entre Rome et Naples) et de Giovanna, fille d'un noble espagnol. Pour certains historiens, Giuseppe Cesari est né à Rome, en février 1568. D'autres le font naître à Arpino à partir de l'inscription sur sa pierre tombale. Il est probablement venu à Rome avec sa mère en 1582 et a commencé à travailler aux Loges du Vatican comme garçon d'atelier, sous la direction de Niccolò Circignani dit le Pomarancio. Le pape Grégoire XIII lui a accordé une bourse pour sa formation grâce à l'appui d'Ignazio Danti qui avait l'Intendance. En février 1583 il a participé à la décoration de la salle des Suisses et de la salle des Palefreniers. Il a été un élève de Giacomo Rocca qui lui a fait étudier les œuvres de Daniele da Volterra, son propre maître. Il semble qu'il est membre de l'Accademia di San Luca dès la fin de 1583. En 1584-1585, il peint la Canonisation de saint François de Paule dans le cloître de l'église de la Trinité-des-Monts où il a fait son premier autoportrait. Il travaille au Quirinal en 1585 sur des fresques aujourd'hui perdues.
En 1586, à 18 ans, il est reçu à la Congregazione dei Virtuosi al Pantheon. Commencent alors les années de maturité. Il travaille pour le cardinal Giulio Antonio Santorio à l'église Saint-Athanase-des-Grecs où il peint la Crucifixion et l' Assomption, entre 1588 et 1591. Il exécute les Scènes de la vie de saint Laurent à église San Lorenzo in Damaso, en 1588-1589, aujourd'hui détruites.

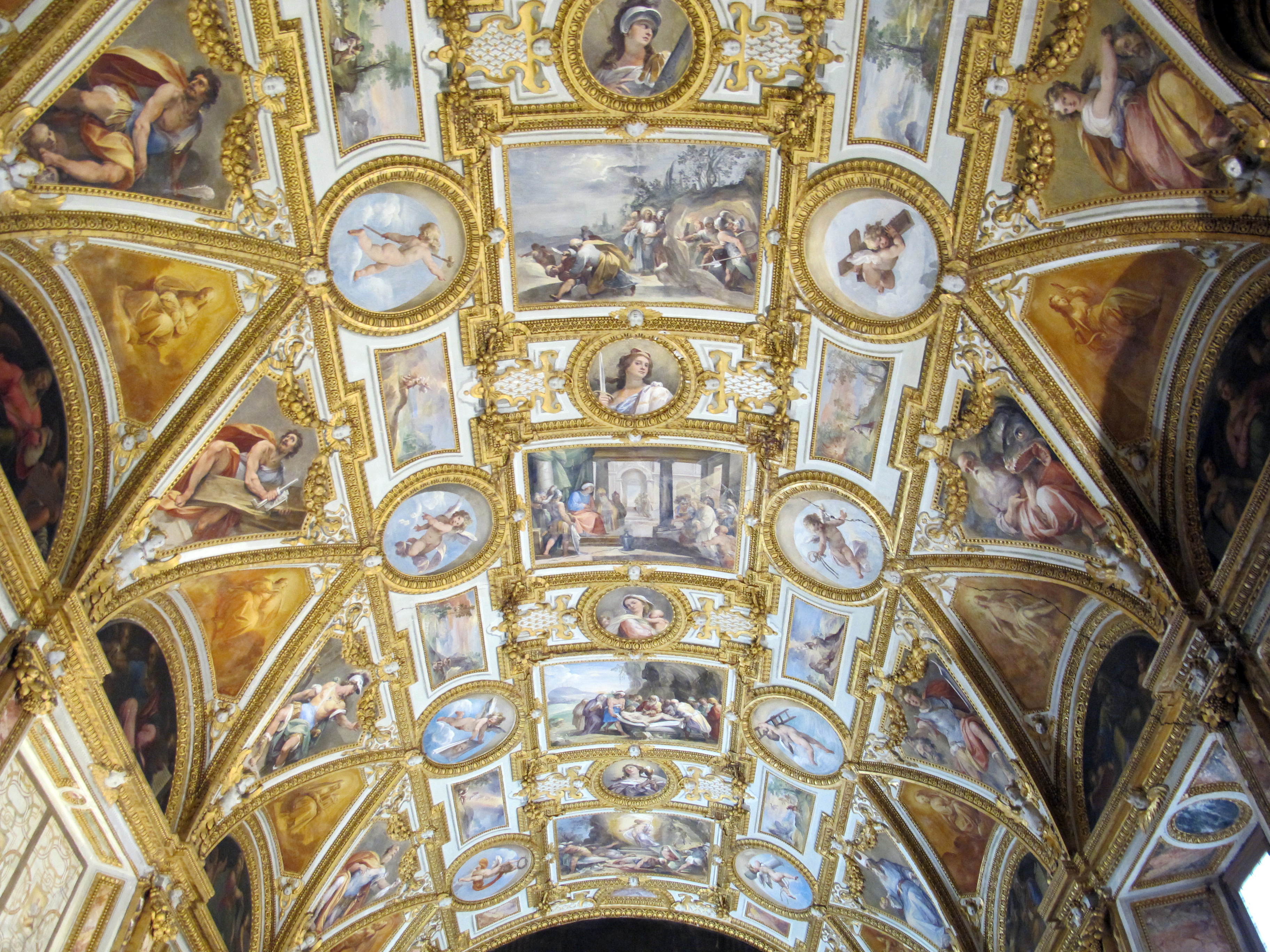
Le plafond de la sacristie de la chartreuse de San Martino

En 1589 il se rend à Naples où il peint la voûte de la sacristie de la Chartreuse San Martino. Il va rentrer à Rome avant d'avoir terminé son travail qui l'a été par son frère Bernardino en 1592-1593. La qualité de son travail va lui permettre de devenir à son retour le protégé du pape Clément VIII élu en 1592.
Entre le 27 mai 1591 et le 4 juin 1593, il peint la décoration de la chapelle Contarelli dans l'église Saint-Louis-des-Français. Le Caravage est alors en formation dans son atelier comme peintre de fleurs et de fruits. Il a probablement été son assistant pour ce décor et va terminer les peintures, entre 1599/1600 et 1603, avec les Scènes de la vie de saint Mathieu. Le Cavalier exécute ensuite les fresques de la chapelle Olgiati de la basilique Santa Prassede, en 1593-1595. Il peint le plafond de la loge du palais Orsini en 1594-1595. Il réalise une Annonciation dans la chapelle Aldobrandi dans l'église Santa Maria in Via de 1594 à 1596, puis les peintures de la chapelle Santa-Barbara de l'église Santa Maria in Traspontina des bombardiers du château Saint-Ange, en 1597. En 1596, puis entre 1597 et 1601 avec des arrêts, il réalise les premières fresques du palais des Conservateurs. Entre mai 1596 et mai 1597, il peint le plafond de la sacristie de la chartreuse San Martino. Il fait un court voyage à Ferrare en 1598. En 1599 il est nommé pour réaliser la décoration du transept de la basilique Saint-Jean-de-Latran où il exécute, en 1600, la grande fresque de l' Ascension.
Il a aussi réalisé dans cette période un grand nombre de tableaux.

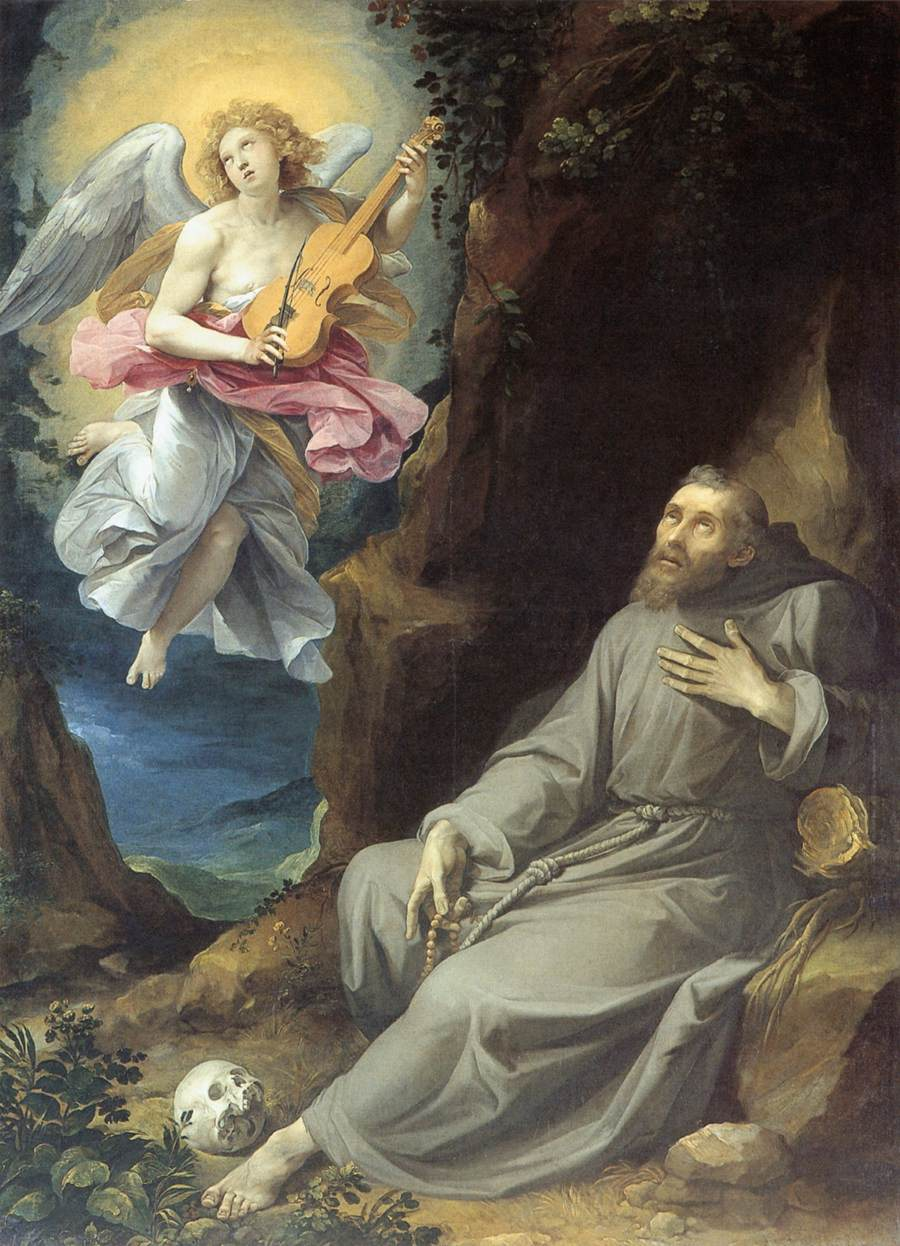
Saint François réconforté par un ange qui joue du violon (1593) musée de la Chartreuse de Douai.
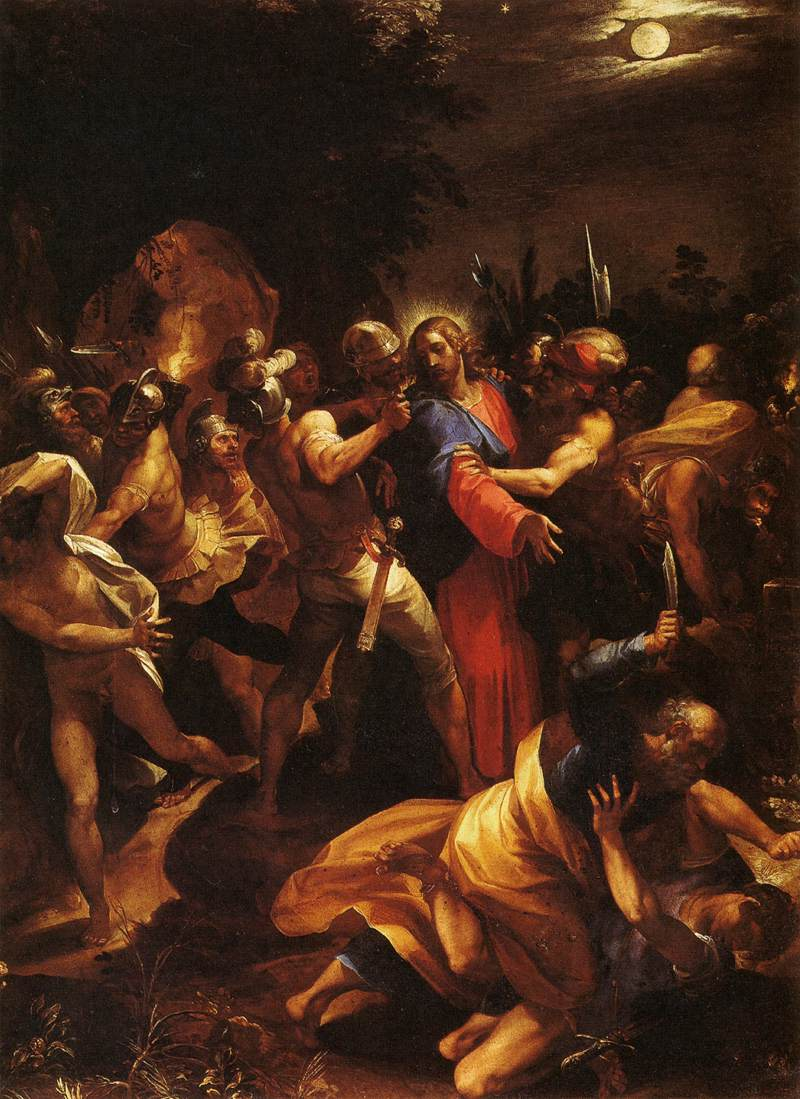
L'Arrestation du Christ (vers 1598), Galerie Borghèse.
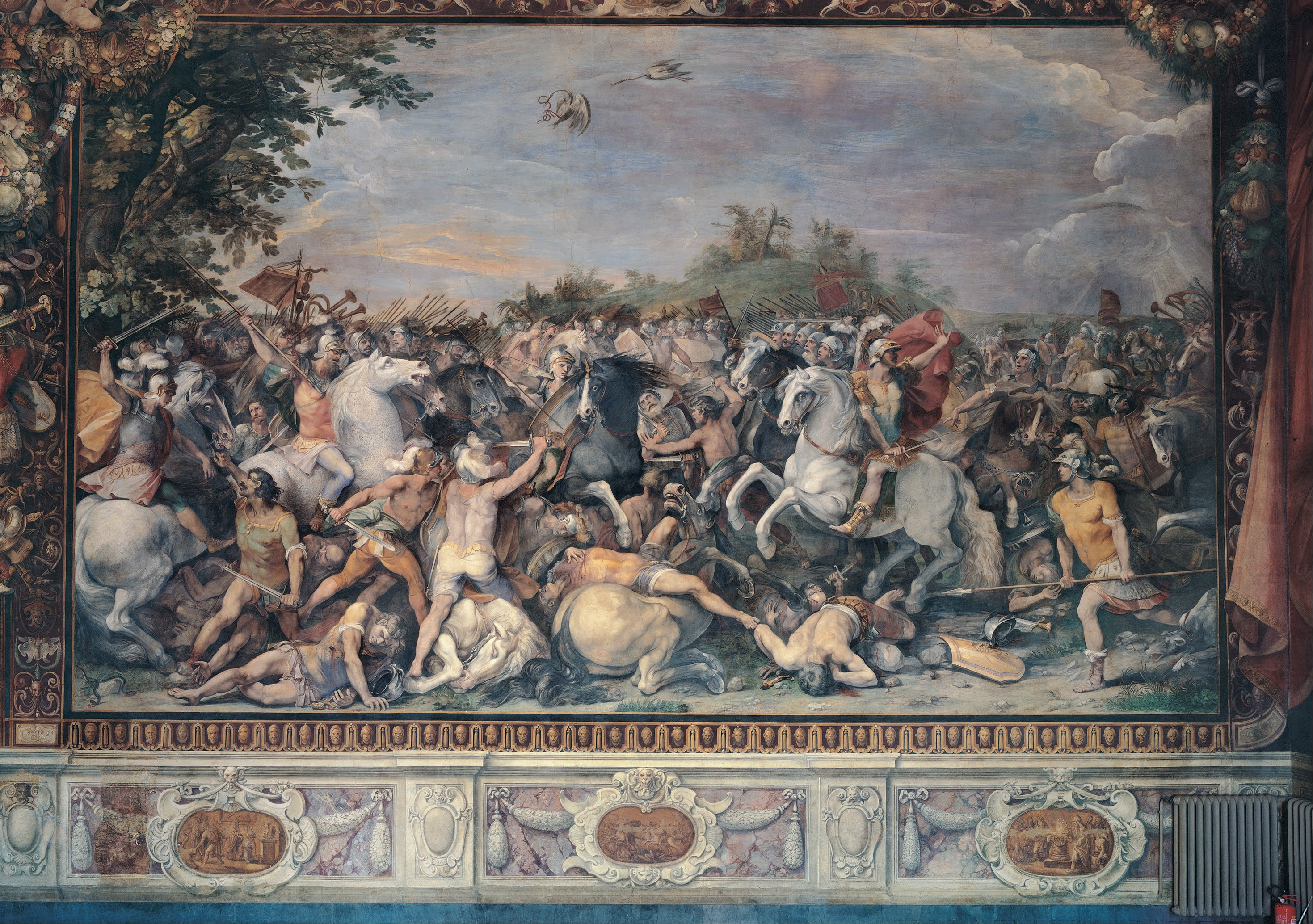
Bataille contre les habitants de Véies et Fidenes (1597) Musée du Capitole - Palais des Conservateurs.
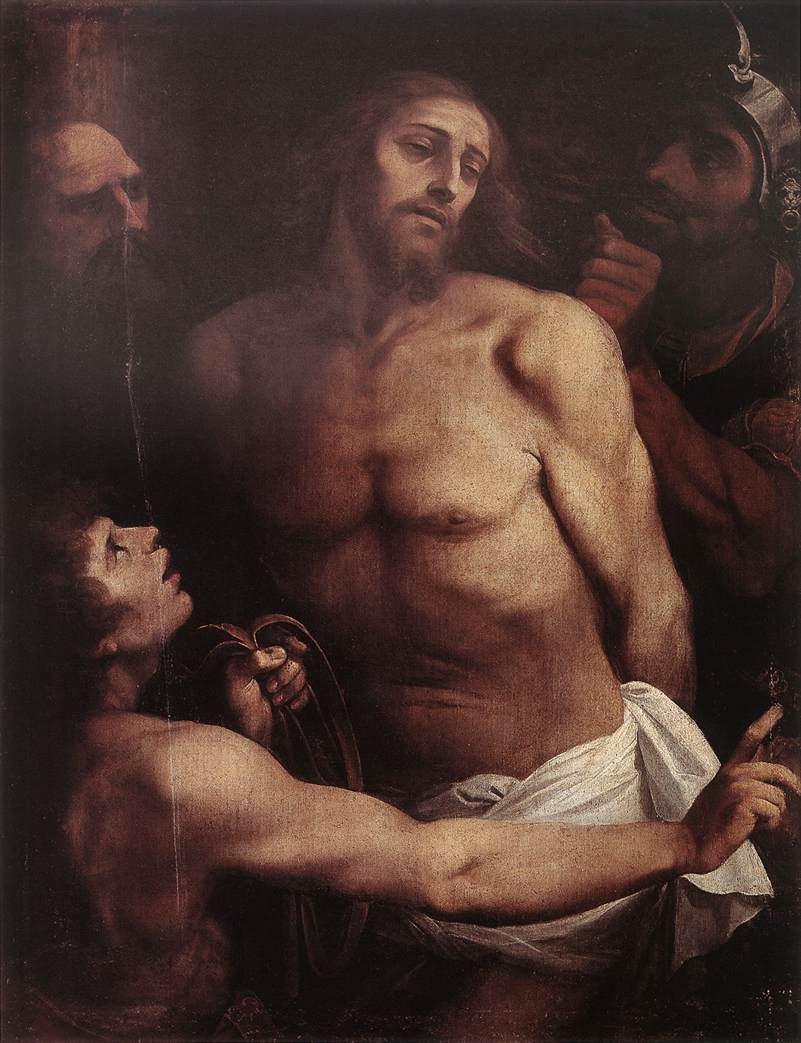
La Passion du Christ, vers 1598.
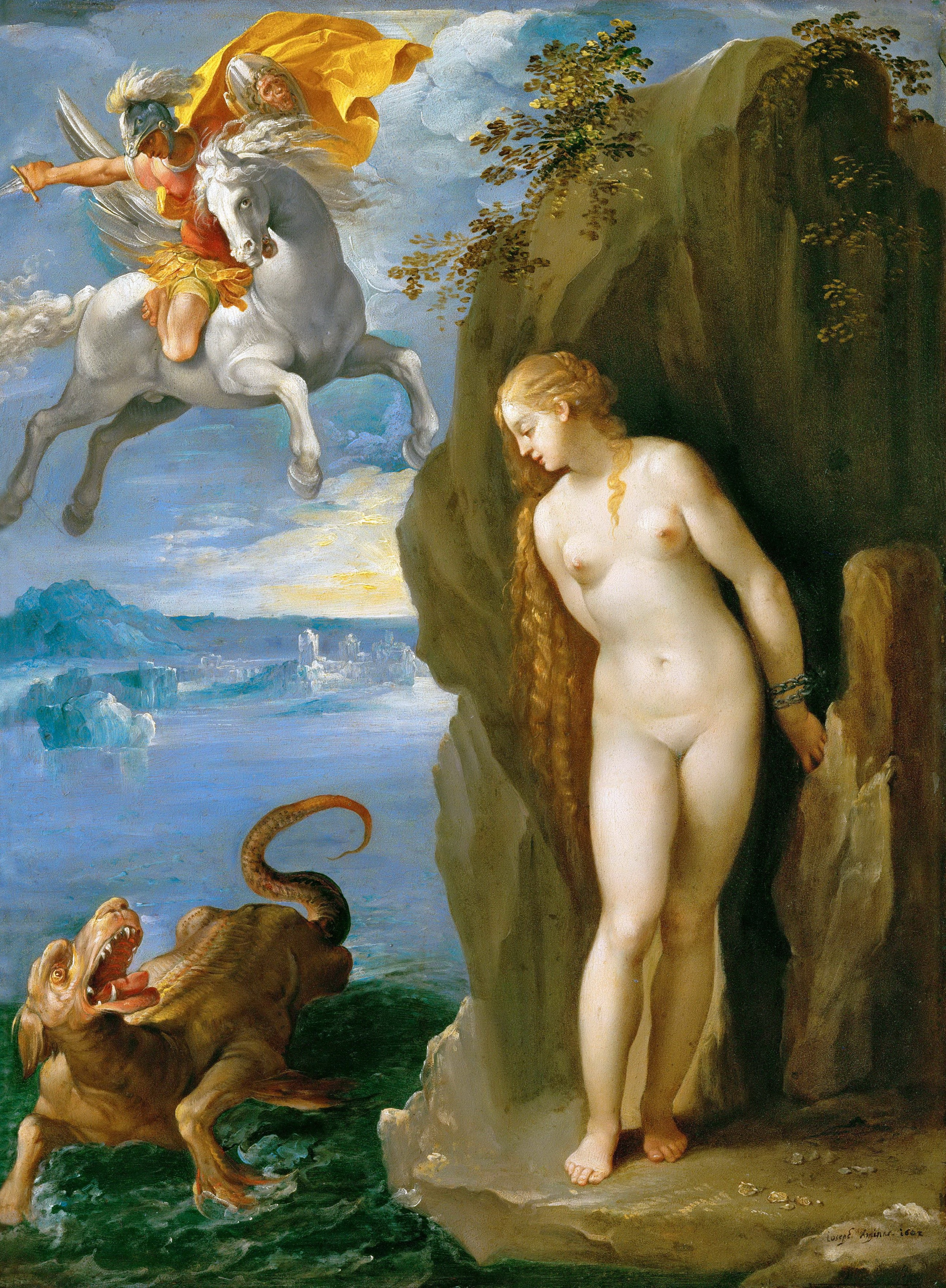
Persée et Andromède (1602) Musée d'histoire de l'art de Vienne.
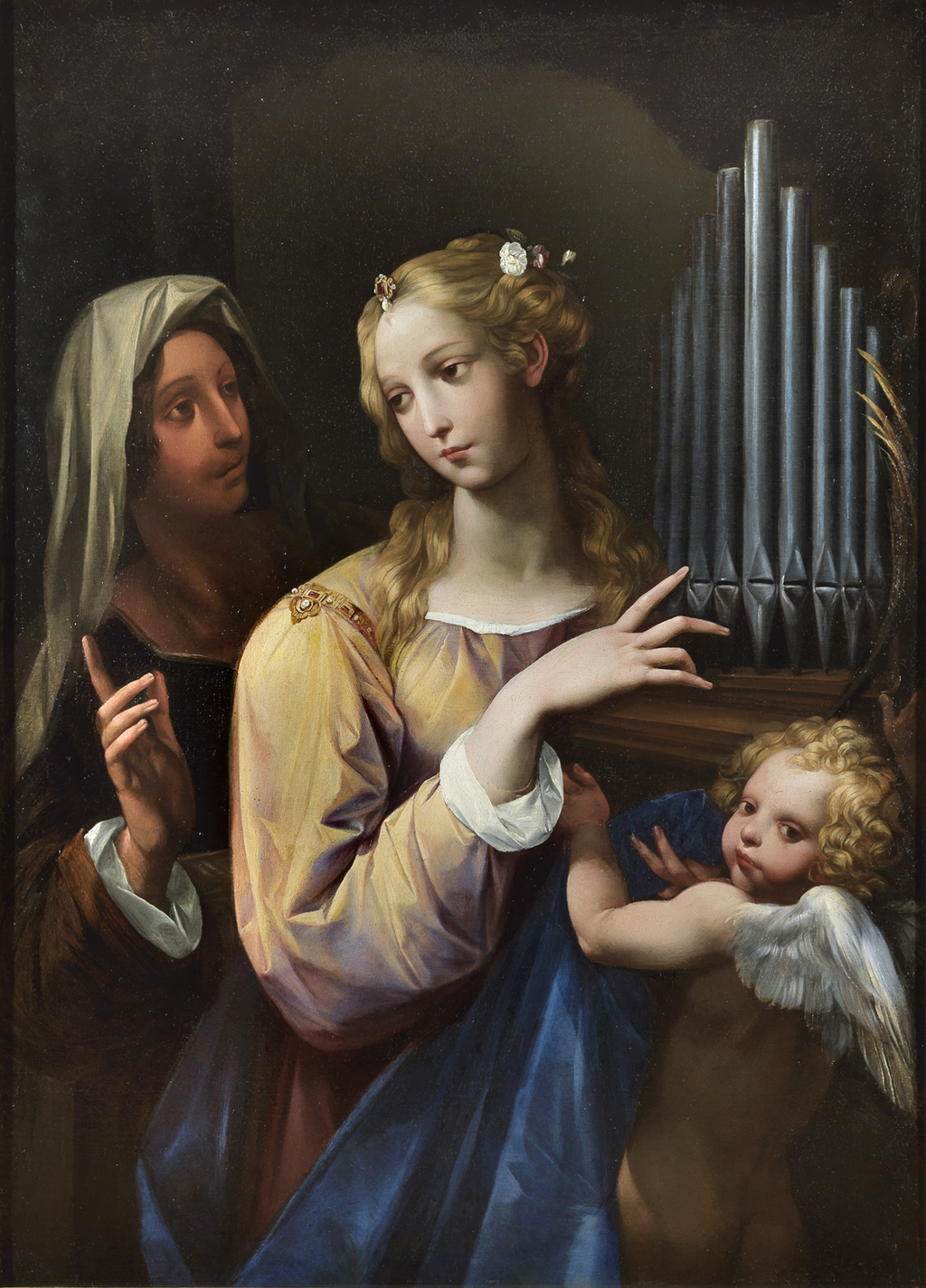
Sainte Cécile jouant sur petit orgue (1630).

Le pape le nomme Cavaliere di Cristo en 1599. La même année il est élu prince (principe) de l'Accademia di San Luca. Il est de nouveau élu prince en 1615 et 1629.
Le cardinal Aldobrandini qui va assister au mariage d'Henri IV avec Marie de Médicis l'emmène en France, entre le 26 septembre 1600 et le 29 mars 1601.
De retour, il travaille pour Pietro Aldobrandini sur les fresques de la villa Belvédère, à Frascati, entre juillet 1602 et février 1603.
Entre 1603 et 1612, il dessine et dirige la pose des mosaïques du dôme de la basilique Saint-Pierre. Il collabore avec Guido Reni pour l'exécution de la chapelle Pauline (ou Borghèse) de la basilique Sainte-Marie-Majeure, entre 1610-1612.
Il illustre certaines des allégories de Cesare Ripa qui paraîtront sous forme de bois gravés dans l'édition de l'Iconologie de 1603 à Rome.

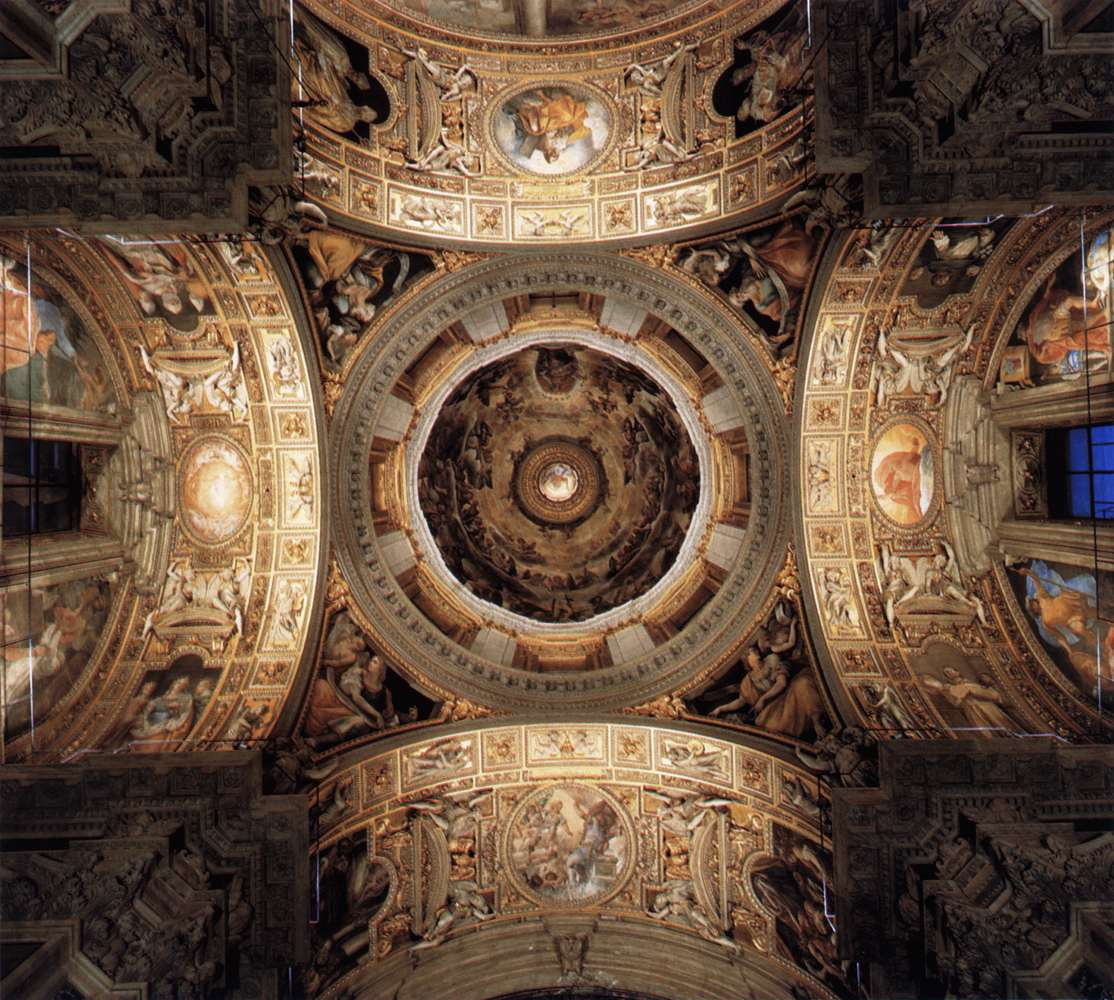
Coupole de la chapelle Pauline de la basilique Sainte-Marie-Majeure

Après la mort du pape Clément VIII sa faveur baisse. Camille Borghèse est élu pape sous le nom de Paul V en 1605. Son neveu Scipion Borghèse a la passion de la collection d'œuvres d'art. En 1607, il obtient du pape la condamnation du Cavalier d'Arpin et la saisie de tous ses biens sous un prétexte futile (possession d'armes, en fait une collection d'arquebuses). Après un compromis auprès de la Chambre apostolique, Scipion Borghèse est entré en possession des 107 tableaux de la collection du peintre.
Entre 1610 et 1640, il est moins en faveur dans les milieux pontificaux. Il est alors le dernier maniériste romain. Une nouvelle orientation de la peinture romaine s'ouvre avec Annibale Carracci au palais Farnèse et le jeune Caravage. Ses derniers travaux montrent un affaiblissement de son invention. Il a élaboré un style sévère et rigide. Les visages sont raffinés mais inexpressifs.
Louis XIII lui décerne l'ordre de Saint-Michel en 1630. Dans son autoportrait fait pour l'Accademia il s'est représenté avec la croix de Saint-Michel.
En 1635, il peint les dernières fresques du palais des Conservateurs (Fondation de Rome, Vestales et Rapt des Sabines) de moins bonne qualité que les premières peintes, probablement à cause d'une plus grand intervention de l'atelier.
Ses seuls continuateurs directs ont été ses fils Muzio (1619-1676) et Bernardino (mort en 1703).

## Style et réception

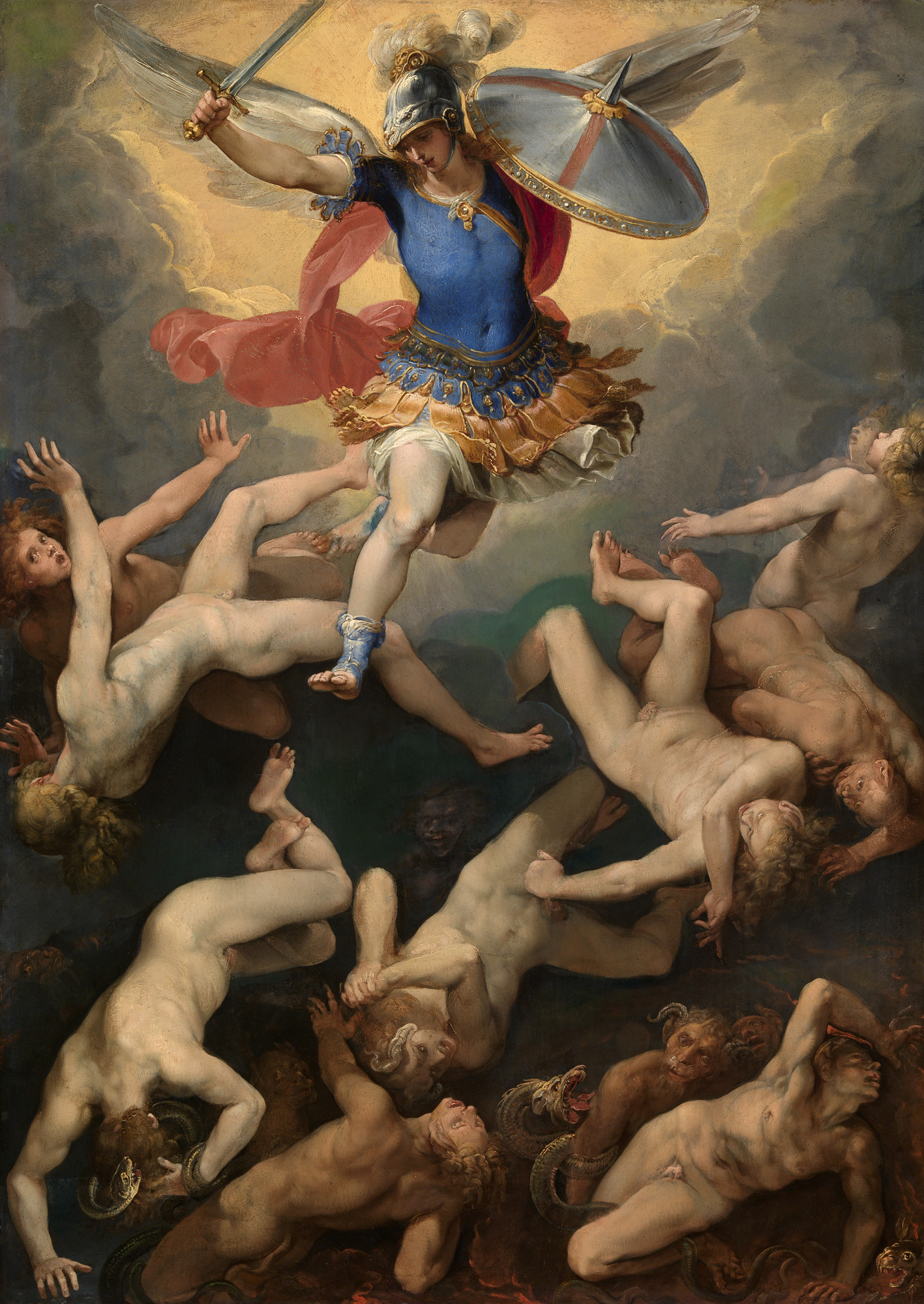
Archange Michel et les Anges rebelles, environ 1592–93, 47,8 × 41,8 cm, huile sur fer-blanc ou cuivre, Kelvingrove Art Gallery and Museum, Glasgow

Le Cavalier d'Arpin est souvent considéré comme un peintre de la fin du maniérisme. Il fut toutefois, à la fin du XVIe siècle, l'un des principaux protagonistes d'un style nouveau, plus simple et classique, qui rompait avec le maniérisme et annonçait le baroque. Ses personnages correspondent à des idéaux plus naturels et ses compositions sont nettement plus simples et plus sobres que dans le maniérisme ; il conserve néanmoins une certaine prédilection pour une grâce ténue et subtile faisant paraître anguleuses les figures masculines. Mises à part ses premières œuvres, il anticipe souvent l'art baroque et peut être considéré comme l'un des premiers et des plus radicaux représentants du classicisme à la française. Quant aux coloris qu'il emploie, on remarque que le ciel est souvent représenté par des tons gris ou bleu pigeon – à l'exception toutefois de ses formats réduits sur supports insolites, comme le cuivre ou l'ardoise, où le ciel est le plus souvent d'un bleu intense, rappelant les peintres d’Europe du Nord comme Jan Brueghel l'Ancien. Si le peintre a remporté d’énormes succès jusqu’autour de 1610/1615, il a de plus en plus été dépassé par des artistes plus jeunes et plus progressistes, notamment les Carracci et Caravaggio et ses épigones, et, dans sa propre veine classique, surtout par Guido Reni et Domenichino. Pourtant, le Cavalier d'Arpin était à vrai dire le maître de Caravaggio et a soutenu Reni ; il a collaboré avec eux et a contribué par son art à leur succès. 
Ses œuvres ont aussi influencé directement d'autres artistes de renom. Par exemple, la célèbre Arrestation du Christ de van Dyck, exposée au Prado, est inspirée d'un tableau à petit format du Cavalier d'Arpin (environ 1596–97, plusieurs versions entre autres à la Galleria Borghese, à Rome). La toile spectaculaire de Luca Giordano L'Archange Michel battant les Anges rebelles, du Musée d'Histoire de l'art de Vienne est en réalité une copie à peine modifiée, mais aux dimensions gigantesques, du petit tableau du Cavalier d'Arpin, datant de 1593 environ, exposé aujourd'hui au Kelvingrove Art Gallery and Museum de Glasgow.

## Quelques œuvres

### Peintures
- La Sainte Famille, vers 1590-1595, huile sur bois, 48 × 38 cm, Montpellier, musée Fabre
- Adam et Ève, chassés du Paradis, vers 1597, Musée du Louvre
- Tête d'homme, vers 1595, Musée Magnin, Dijon
- La Présentation de la Vierge au Temple, 1597, huile sur toile,  190 × 140 cm, Musée du Louvre, Paris
- Diane chasseresse, 1601-1603, huile sur bois, 44 × 32,5 cm, Pinacothèque capitoline, Rome
- Diane et Actéon, vers 1603-1604, Musée du Louvre
- Diane et Actéon, Musée des Beaux-Arts de Valenciennes (copie)
- Diane et Actéon,  vers 1603-1606, huile sur cuivre, 50 × 69 cm, Musée des Beaux-Arts de Budapest
- L'Enlèvement d'Europe, vers 1603-1606, Galerie Borghèse, Rome
- La Passion du Christ, Église San Carlo ai Catinari, Rome ; petite réplique sur cuivre au Palais Chigi d'Ariccia
- Suzanne et les Vieillards, Musée Bossuet, Meaux
- Saint François réconforté par un ange qui joue du violon, musée de la Chartreuse de Douai
- Andromède délivrée par Persée, 1594-1595[4], huile sur panneau, 52,5 × 38 cm, Clark Art Institute
- Saint Jérôme, huile sur toile, 142 × 107 cm, musée des Beaux-Arts de Brest[5].

### Dessins

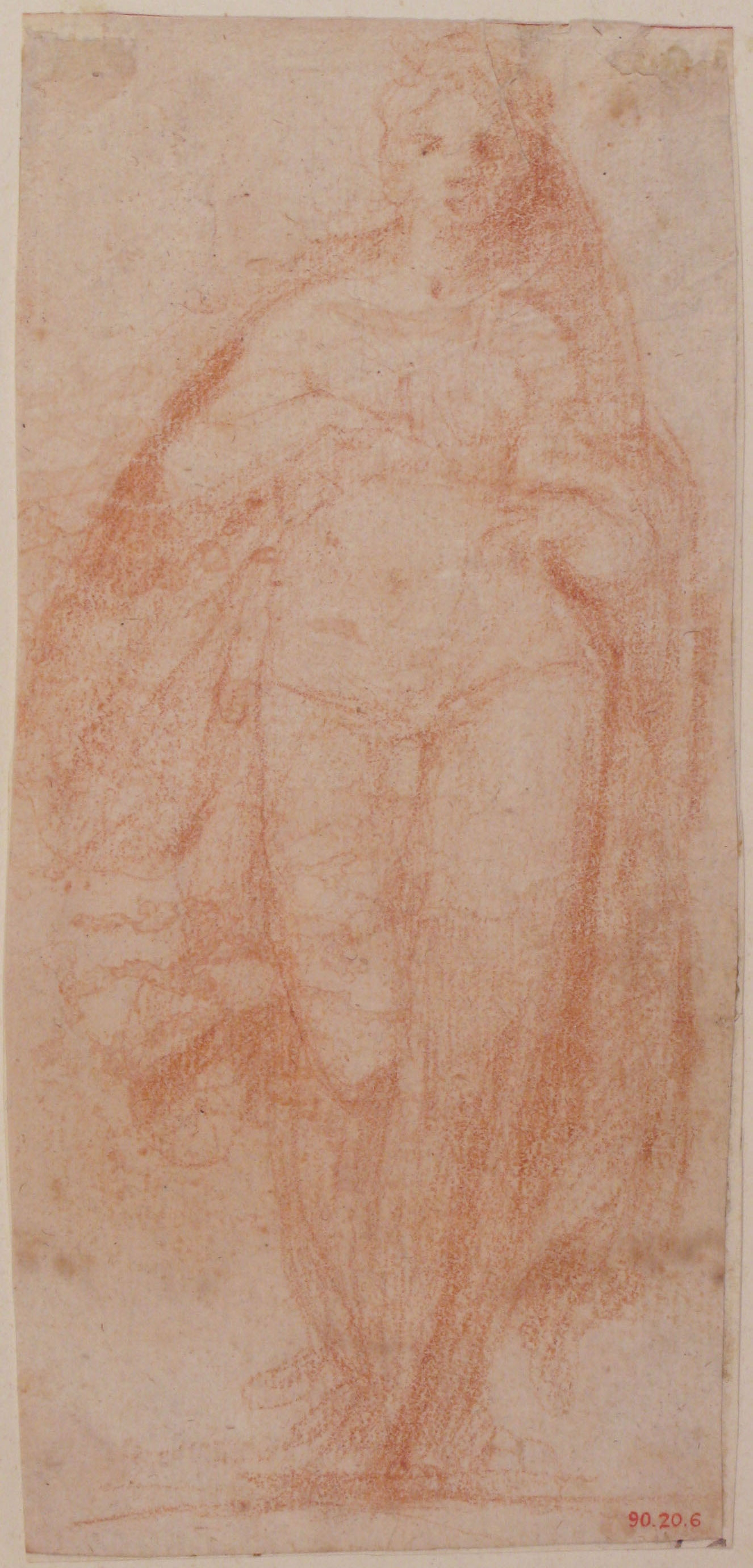
Figure avancées.

Cavalier d'Arpin produisit plusieurs centaines de dessins qu’il mit à disposition de ses élèves. Cet ensemble reflète aussi bien son évolution stylistique que sa méthode de travail. Le dessin est pour l’artiste un outil avec lequel il projette des études préparatoires mais aussi un support d’expérimentation. Arpino contribue à faire du dessin un art à part-entière, de nombreuses feuilles de sa main sont destinées aux amateurs et aux collectionneurs.
- Hercule et Antée[6], sanguine et pierre noire, H. 0.402 x L. 0.256 m, Paris, Beaux-Arts de Paris[7]. En 1594, Corradino Orsini (1545-1610) fait appel à Cesari pour peindre à fresque la loggia du Palazzo del Sodalizio dei Piceni à Rome. L’iconographie choisie pour les dix lunettes murales sont les travaux d’Hercule. Dans la feuille des Beaux-arts, Cesari met en scène Hercule de dos soulevant Antée. Pour cette étude d’anatomie, l’artiste emploie de vigoureuses hachures et de grandes zones de réserve pour marquer le modelé du corps. Sa principale source graphique est sans aucun doute l’estampe conservée à Londres qui représente le Grand Hercule d’Hendrick Goltzius. Pour cette scène, Cesari exécute trois feuilles : celle des Beaux-Arts de Paris, une au Louvre et une troisième à Chatsworth.

- Marsyas attaché à un arbre[8], sanguine, H. 0.253 x L. 0.177 m, Paris, Beaux-Arts de Paris[9]. Cette scène tirée des Métamorphoses d’Ovide est l’occasion pour les artistes de mettre en scène le supplice. Ici le personnage est attaché à un arbre nous donnant à voir sa musculature puissante. Ce corps musculeux et la position du satyre font référence aux archétypes michelangelesque des Ignudi de la Chapelle Sixtine ainsi qu’au célèbre Torse du Belvédère dans la torsion de la taille.

- Dieu Fleuve surprenant deux nymphes[10], sanguine, H. 0.395 x L. 0.272 m, Paris, Beaux-Arts de Paris[11]. Au premier plan, un dieu fleuve allongé, regarde un couple de nymphes s’enlaçant, une scène ambiguë qui confère à la composition et au sujet un aspect mystérieux et étrange. Le format imposant et la facture soignée laissent supposer que la feuille fut conçue comme une œuvre autonome. La sanguine modèle les chairs grâce à un système de hachures et de réserves donnant aux corps un caractère sculptural.

- Galatée sur son char[12], pierre noire et sanguine, H. 0.230 x L. 0.157 m, Paris, Beaux-Arts de Paris[13]. Ici, Arpino rend directement hommage au Triomphe de Galatée de Raphaël à la Farnésine. Fort de son succès avec cette œuvre, Arpino en exécute plusieurs contre épreuve et les destine à la vente. La feuille des Beaux-arts de Paris comporte une dédicace au poète Giovanni Battista Marino (1569-1625) qui destinait cette feuille à son recueil poétique Galeria.

## Postérité
En 2023, plusieurs professeurs du collège Jacques-Cartier à Issou, dans les Yvelines, exercent leur droit de retrait, se sentant « en danger » après qu’une enseignante de français a montré à sa classe Diane et Actéon de Giuseppe Cesari. L’œuvre illustre un passage des Métamorphoses d’Ovide. On y voit Actéon puni d’avoir surpris Diane et ses nymphes nues. Des élèves assurent être « choqués » et avancent qu’il s’agit d’une provocation de la part de l’enseignante qui aurait voulu viser ses élèves de confession musulmane en leur montrant des femmes nues. L'événement connaît un large écho médiatique,,,.